# Kamieńszczyzna (Silésie)
Pour les articles homonymes, voir Kamieńszczyzna.
Kamieńszczyzna est une localité polonaise de la gmina de Popów, située dans le powiat de Kłobuck en voïvodie de Silésie.